# Henry Molinari
Henry Molinari (Milano, 7 giugno 1894 – Desenzano del Garda, 3 ottobre 1958) è stato un politico e calciatore italiano, di ruolo portiere.
Era noto, nell'ambiente calcistico, come Molinari I, per distinguerlo dal fratello Vittorio o Molinari II, con il quale militò tra le file dell'Associazione Milanese del Calcio.

## Biografia
Figlio del chimico ed anarchico Ettore Molinari e di Elena Delgrossi, ebbe sei fratelli: Amile, Ribelle, il già citato Vittorio, Alessandro, Iride e Libero.
Sua istitutrice fu Nella Giacomelli, una delle fondatrici del periodico il Grido della Folla, che divenne in seguito la compagna del padre.
Dal 1913 al 1924 giocò a calcio, rivestendo il ruolo di portiere, disputando tre stagioni nella massima serie italiana e la Coppa Federale con il Genoa.
Lasciata l'attività sportiva divenne un chimico come il padre ed il fratello Vittorio.
Impegnato politicamente come il padre, venne arrestato nel maggio 1928 insieme ai fratelli ed alla Giacomelli a causa di un loro possibile coinvolgimento in un attentato ai danni di Benito Mussolini e dei loro contatti con l'anarchico Camillo Berneri.
Divenne membro del Partito Socialista Italiano a partire dagli anni quaranta.
Morì a Desenzano il 3 ottobre 1958.

### Carriera sportiva
Molinari disputò il suo primo campionato in massima serie nella stagione 1913-1914 tra le file dell'Associazione Milanese del Calcio, piazzandosi all'ultimo posto del girone eliminatorio lombardo.
La stagione successiva è sempre con il club lombardo, dove raggiungerà il quarto posto del Gruppo D.
Scoppiata la grande guerra, i campionati vengono fermati e Molinari andrà a giocare la Coppa Federale 1915-1916, che aveva sostituito la Prima Categoria, tra le file del Genoa, ottenendo con i rossoblu il quarto posto del girone finale.
Al termine della guerra, Molinari è tra le file del Racing Libertas Club, con i quali otterrà il quinto posto del Gruppo A del girone lombardo.
Nel 1923 viene ingaggiato dal Molassana che militava in Terza Divisione. Con i liguri diverrà campione ligure di terza divisione ed otterrà la promozione in Seconda Divisione.
Militò anche nella Valenzana.

### Deputato
Al termine della seconda guerra mondiale divenne deputato della Consulta Nazionale Italiana, rivestendo anche l'incarico di segretario alla Commissione industria e commercio dal 29 settembre 1945 al 24 giugno 1946.

## Palmarès
- Terza Divisione: 1

Molassana: Liguria 1923-1924